# 细茎阿魏
细茎阿魏（学名：Ferula gracilis）为伞形科阿魏属下的一个种。其种加词来源于拉丁文“gracilis”，意为“纤细的”。